# Kalyptatherina helodes
Kalyptatherina helodes is een straalvinnige vissensoort uit de familie van regenboogvissen (Telmatherinidae). De wetenschappelijke naam van de soort is voor het eerst geldig gepubliceerd in 1984 door Ivantsoff & Allen.